# 6919 Tomonaga
6919 Tomonaga eller 1993 HP är en asteroid i huvudbältet som upptäcktes den 16 april 1993 av de båda japanska astronomerna Kazuro Watanabe och Kin Endate vid Kitami-observatoriet. Den är uppkallad efter den japanske fysikern och nobelpristagaren Shinichiro Tomonaga.
Asteroiden har en diameter på ungefär 4 kilometer och den tillhör asteroidgruppen Flora.